# Mandrake the Magician (serial cinematografico)
Mandrake the Magician è un serial cinematografico del 1939 della Columbia Pictures basato sulla striscia a fumetti creata da Phil Davis sul personaggio di Mandrake the Magician creato da Lee Falk nel 1934.

## Nei cinema
Questo serial in pratica costituiva un film esteso ed era costituito da 12 episodi (di circa 18 minuti), ognuno dei quali veniva proiettato per una settimana nello stesso cinema. La conclusione di ogni episodio era caratterizzata dal cliffhanger, ovvero dal finale aperto, in sospeso, questo ovviamente per invitare il pubblico ad andare al cinema anche al settimana successiva.

## Trama
The Wasp è il capo di una banda che vuole rubare una macchina inventata dal professor Huston in grado di produrre una nuova fonte di energia. Mandrake, illusionista professionista e investigatore per hobby, sventerà il suo piano criminale. Verrà alla luce il fatto che The Wasp era uno scienziato pazzo, già collega del professor Huston. Il nostro nel frattempo ha avuto un'infatuazione per la figlia del professore, la bella Betty. A coadiuvarlo nella sua impresa è il fedele servitore, il gigantesco nero Lothar.

## Diversità col personaggio delle strisce
Innanzitutto l'assenza dei baffi, anche se vengono mantenuti tuba e mantello e manca anche l'inseparabile Principessa Narda, eterna fidanzata dell'illusionista/mago.

## Capitoli
1. Shadow on the Wall;
2. Trap of the Wasp;
3. City of Terror;
4. The Secret Passage;
5. The Devil's Playmate;
6. The Fatal Crash;
7. Gamble for Life;
8. Across the Dead Line;
9. Terror Rides the Rails;
10. The Unseen Monster;
11. At the Stroke of Eight;
12. The Reward of Treachery.